# Castello di Pilato
Das Castello di Pilato (französisch Château de Pilotate) ist ein festes Haus an der Via Francigena in der Siedlung Nus im Aostatal. Das rechteckige Gebäude ließen die Herren von Nus in der Feudalzeit errichten.

## Beschreibung
Von dem Gebäude, das sich über vier Stockwerke erstreckte, sind nur die beiden hervorstehenden Ecktürme und drei der dicken Umfassungsmauern aus nacktem Stein erhalten.

Die beiden hervorstehenden Ecktürme im Norden in einer Zeichnung von Carlo Nigra (nach einer Skizze von Alfredo d’Andrade)

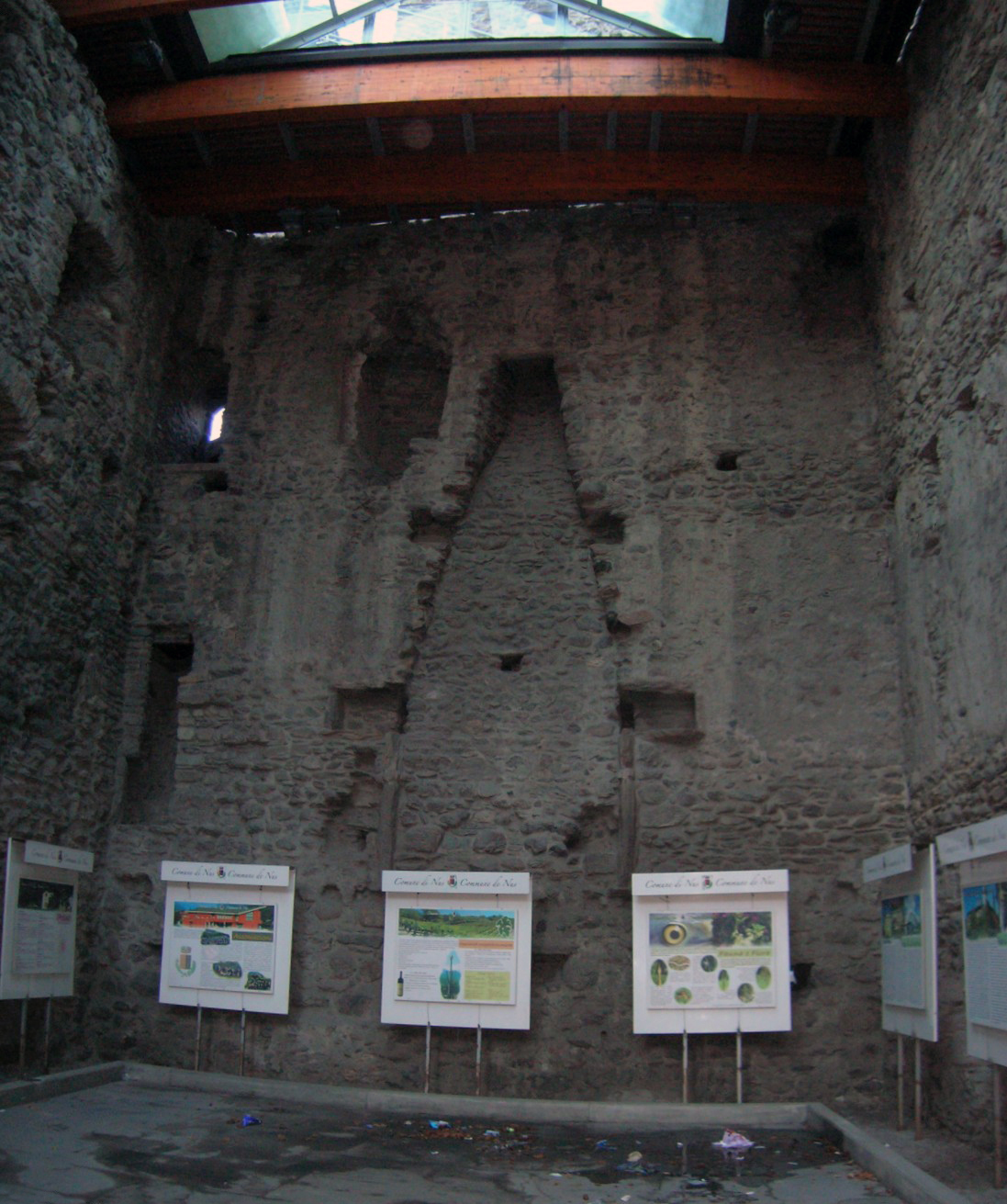
An der Innenseite zeigt die Nordmauer Spuren eines großen Kamins

Die südliche Mauer, an der sich das Eingangstor befand, fehlt; sie wurde Ende des 19. Jahrhunderts oder Anfang des 20. Jahrhunderts abgerissen, um die Straße zu verbreitern, und mit ihr sind auch die Türme verlorengegangen, die an den Ecken zur Verteidigung des Eingangs dienten. Die Mauer wurde später rekonstruiert, aber bei einem Autounfall in den 1960er-Jahren erneut zerstört. Es gibt sporadische dekorative Verschönerungen, wie der bearbeitete Pfosten eines Kreuzfensters an der Westmauer, vermutlich aus einer späteren Epoche.
Die in den letzten Jahren durchgeführte Restaurierung hat in Hinblick auf die Erhaltung der Anlage zur Neukonstruktion einiger architektonischer Elemente geführt, die verlorengegangen waren, wie die Deckung des Daches mit Glas und Stahl oder die mit Holz verkleidete Stahltreppe auf der Südseite des Gebäudes, wo sich einst die Umfassungsmauer erhob, die heute fehlt. Die frei zugängliche Treppe führt zum Wehrgang und den beiden zylindrischen Wachtürmen, die bestens erhalten sind. Im Inneren sind zahlreiche Informationstafeln über das Dorf und die Schönheiten der Gegend verteilt. Noch sichtbar an der Mauer ist die Stelle, wo sich ein breiter Kamin befand.

## Geschichte
Der Bauzeitpunkt ist nicht gesichert: Nach einigen Quellen stammt das Gebäude aus dem 14. Jahrhundert, während es nach anderen auf das 12.–13. Jahrhundert datiert werden muss oder sogar auf die Mitte des 12. Jahrhunderts.
Eines der ersten schriftlichen Dokumente über die Pilatusburg findet sich in der Huldigung, die 1337 Alexandre und Jean de Nus verliehen wurde:

„Confessi fuerunt (...) tenere ad feudom (...) Domun merlatam sitam in burgo de Nus in introitu villae veniendo de Augusta.“ (dt.: Es wird zugestanden, (...) als Lehen zu erhalten (...) das zinnenbewehrte Haus, das in der Siedlung Nus liegt, an ihrem Eingang, der von Augusta (Aosta) kommt)

Das feste Haus wurde aufgegeben, als es Ende des 16. Jahrhunderts von einem Feuer zerstört wurde; die Herren von Nus zogen daraufhin in das Castello di Nus auf dem Felsvorsprung über dem Saint-Barthélemy-Tal um. Die Dokumente über die Herren von Nus, die in dem festen Haus aufbewahrt worden waren, wurden unwiederbringlich zerstört.
Das feste Haus wurde nach und nach restauriert und heute ist es öffentlich zugänglich.

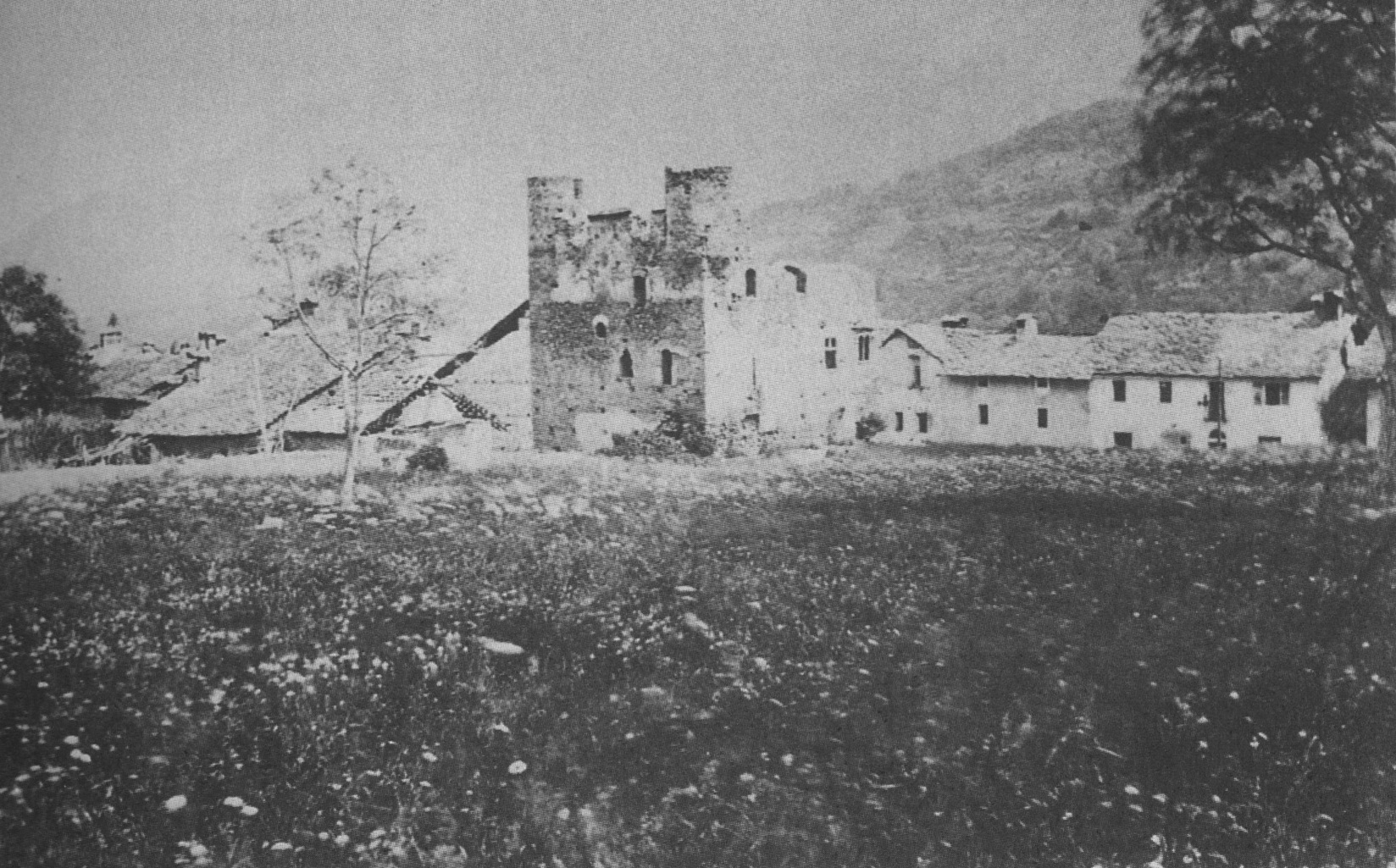
Pilatusburg 1869.
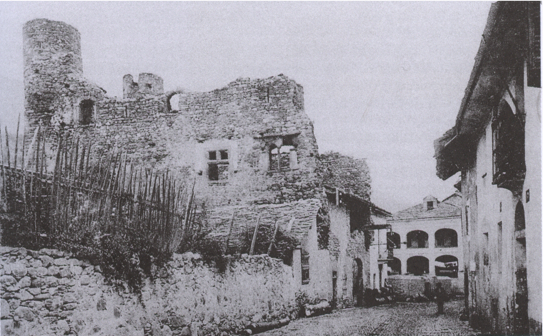
Das feste Haus 1924, als es noch das Eingangstor in der Fassade gab, die heute nicht mehr existiert.
Grundriss des festen Hauses 1936.
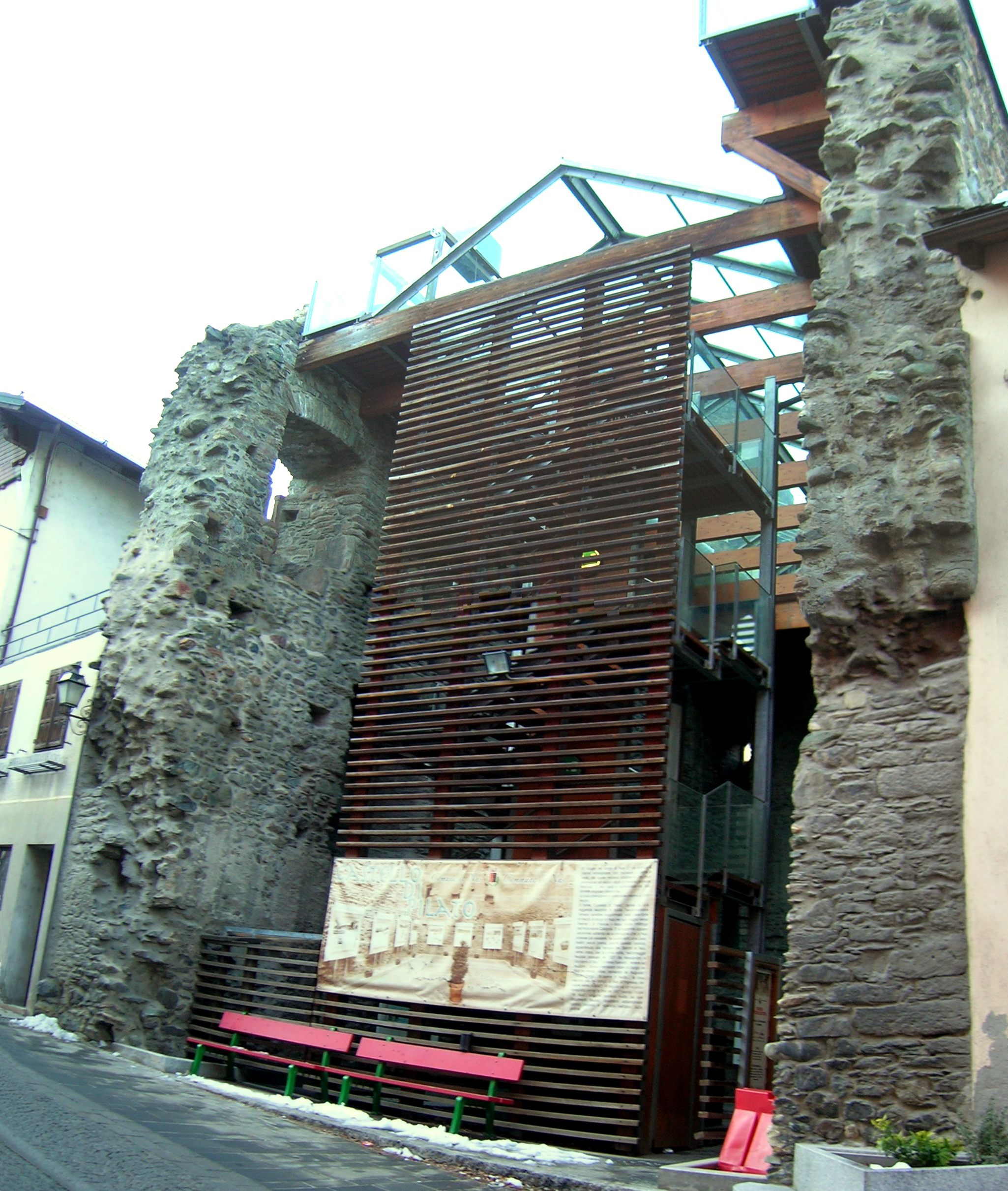
Die heutige Südfassade

## Legende

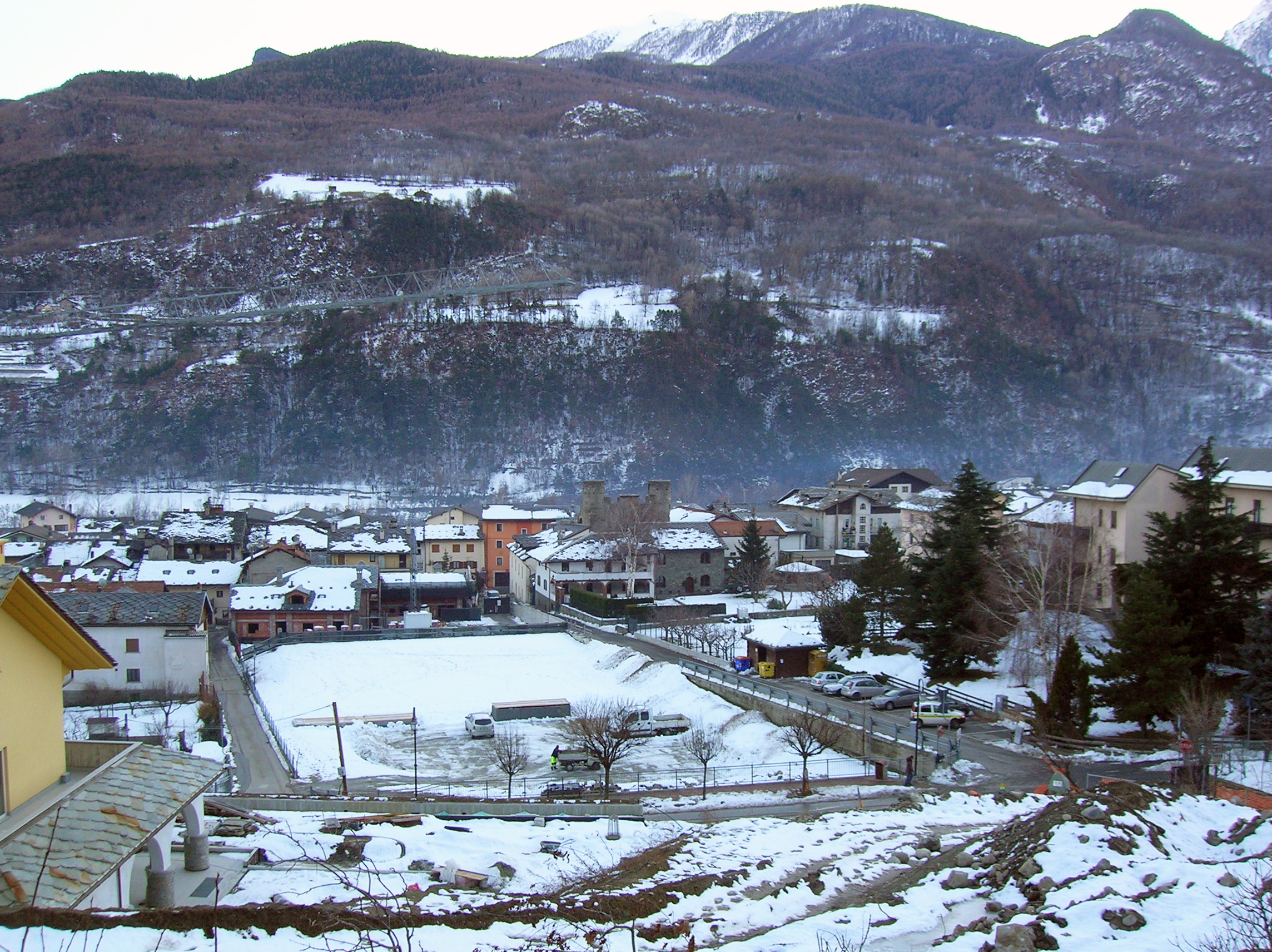
Das feste Haus in der Siedlung, gesehen von der Hilariuskirche aus

Der Name des festen Hauses stammt aus einer Legende, nach der der römische Prokurator Pontius Pilatus auf seinem Weg nach Vienne in Gallien, wohin ihn Kaiser Caligula verbannt hatte, hier weilte. Tatsächlich gab es zu dieser Zeit in der Siedlung nur ein römisches Mansio, aber die einfallsreiche Unterstützung der Legende entstand 1846, als einige antike Geldstücke und Medaillen zwischen den Ruinen der Pilatusburg fand, wie Édouard Aubert berichtete. Tatsächlich hat der Fund der Geldstücke zur Abwandlung einer früheren Legende geführt: Die Durchreise von Pilatus durch Nus wurde schon im 17. Jahrhundert in einem anderen historischen Werk erwähnt, in dem kurioserweise erzählt wird, dass Pilatus eher in der Burg Nus auf dem Felsvorsprung geweilt haben soll.